# Aksaite
La aksaite è un minerale.